# Sławomir Majak
Sławomir Bogusław Majak (né le 12 janvier 1969 à Radomsko en Pologne) est un ancien footballeur international polonais, désormais entraîneur.